# Alsókarácsonfalva
Alsókarácsonfalva (Crăciunelu de Jos), település Romániában, Erdélyben, Fehér megyében, az azonos nevű község központja.

## Fekvése
Gyulafehérvártól 24 kilométerre, a Kis-Küküllő és Nagy-Küküllő összefolyásától 7 kilométerre, Balázsfalva, Búzásbocsárd és Oláhcsesztve közt található. A DN 14B főúton közelíthető meg.

## Története
Árpád-kori település. Nevét 1272-ben említette először oklevél Aruszegh néven.
1324-ben Karachyni, 1410-ben Karachonfalua (Aruszeg), 1733-ban Alsó-Kracsunfalva, 1750-ben Krecsunel, 1808-ban Karacsonfalva néven írták. 1272-ben V. István király a székely Péter fia Péternek adományozta a falut. 1313-ban a Veresegyház-székesi uradalom határjárásában említették, mint Gyógyi András fiainak birtokát. 1324-ben Károly Róbert király itt, Karácsonyfalván adott ki oklevelet. 1410-ben a Karácsonyfalvaként nevezett Árosszeg települést a Gyógyiak birtokai közt sorolták fel. 1410-ben a diódi váruradalom tartozéka volt, majd 1461-ben Szilágyi Mihály kormányzó kapta meg. 
A 18–19. században Bethlen birtok volt. 1910-ben itt a Bethlenek kúriáját említették. 1910-ben 1404 lakosából 213 magyar, 1185 román volt. Ebből 44 római katolikus, 1184 görögkatolikus, 148 református volt. A 20. század elején Alsó-Fehér vármegye Balázsfalvi járásához tartozott.
2006-ban a községhez tartozó Buzásbocsárd, Kornujalja, Székelyhegytanya és Pânca kiváltak a községből, és az akkor alakult Buzásbocsárd község részévé váltak.

## Népessége
A 2011-es népszámlálás adatai alapján a község népessége 1954 fő volt, melynek 93,3%-a román és 2,97%-a magyar. Vallási hovatartozás szempontjából a lakosság 89,36%-a ortodox, 3,43%-a görögkatolikus és 3,02%-a református.

## Neves személyek
- Itt született 1840-ben Gidófalvy Géza gyorsíró, újságíró, gimnáziumi tanár, lapszerkesztő, az udvari kancellária hivatalnoka, a modern magyar grafikai gyorsírás úttörője.

## Források

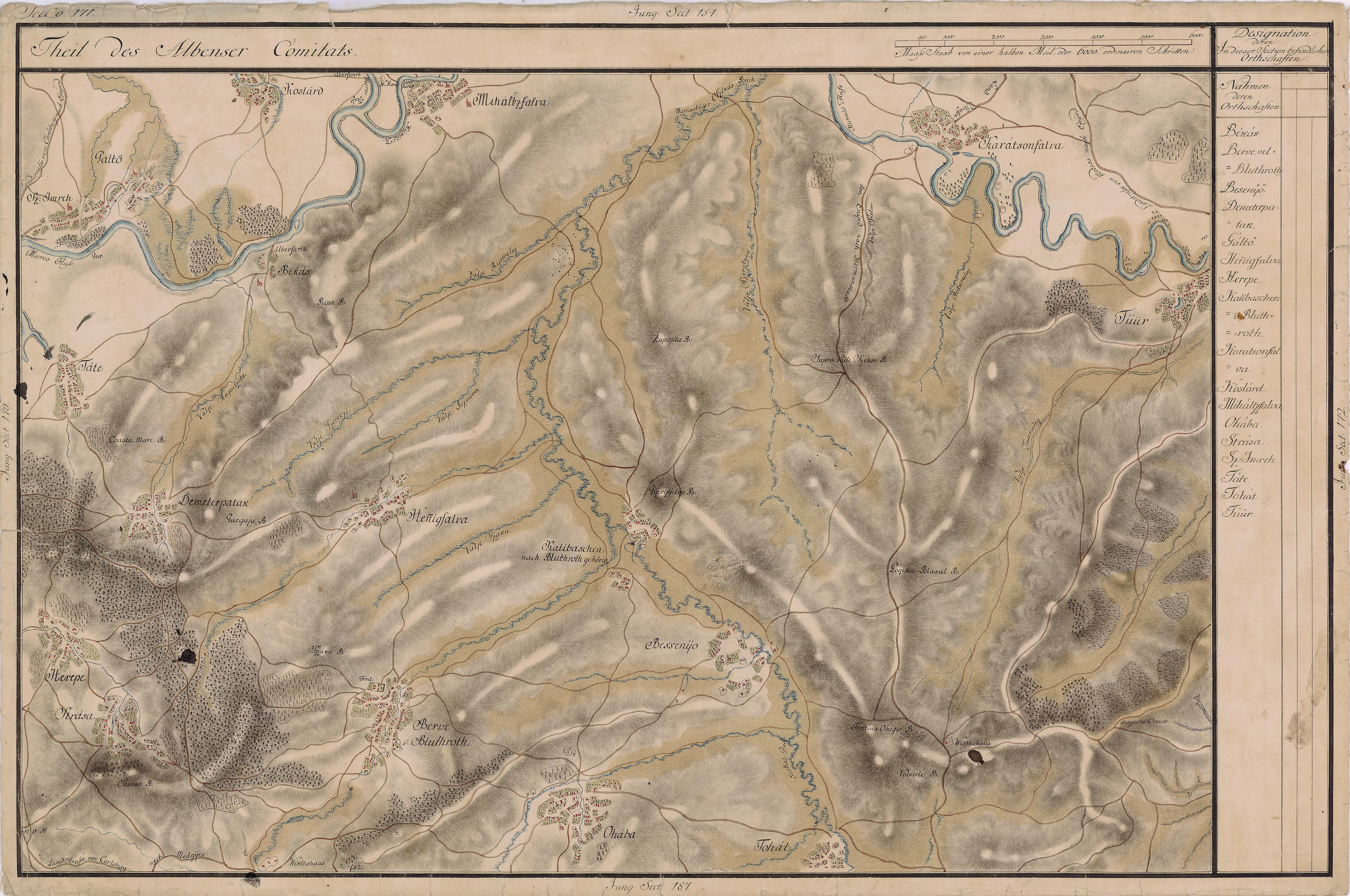
Alsókarácsonfalva egy régi térképen

## Nevezetességek
- Görögkatolikus temploma